# Ричи-Макарони (Л'Аквила)
Ричи-Макарони (итал. Ricci-Maccaroni) је насеље у Италији у округу Л'Аквила, региону Абруцо.
Према процени из 2011. у насељу је живело 46 становника. Насеље се налази на надморској висини од 1061 м.